# Mala Polana
Mala Polana este o localitate din comuna Velika Polana, Slovenia, cu o populație de 380 de locuitori.